# Apiospora montagnei
Apiospora montagnei är en svampart som beskrevs av Sacc. 1875. Apiospora montagnei ingår i släktet Apiospora och familjen Apiosporaceae.   Inga underarter finns listade i Catalogue of Life.